# Корбола
Ко̀рбола (на италиански: Corbola; на венециански: Corbla, Корбъла) е малко градче и община в Северна Италия, провинция Ровиго, регион Венето. Разположено е на 2 m надморска височина. Населението на общината е 2513 души (към 2012 г.).